# Enrico IV di Waldeck
Enrico IV di Waldeck (tra il 1282 e il 1290 – 1º maggio 1348) fu il conte regnante di Waldeck dal 1305 al 1344.
Era il secondo conte regnante di nome Enrico e per tale motivo alcuni autori lo ricordano come Enrico II; in precedenza erano esistiti due membri non regnanti del Casato di Waldeck ricordati come Enrico II ed Enrico III, per cui il personaggio di cui si sta trattando è comunemente chiamato Enrico IV.
Egli era il figlio maggiore di Ottone I di Waldeck e della moglie Sofia, figlia del langravio Enrico I d'Assia.

## Biografia
Come già il padre, Enrico servì l'Arcivescovado di Magonza come amtmann nell'Assia settentrionale e nell'Eichsfeld.
Immediatamente dopo l'inizio del suo regno nel 1306, Enrico iniziò l'edificazione del castello di Wetterburg, cosa che lo portò ad iniziare una disputa con Enrico II, arcivescovo di Colonia, che sosteneva che il castello si trovava in Vestfalia, suo possedimento feudale. Enrico II ordinò che il castello venisse demolito, ma Enrico IV obiettò affermando che la sua famiglia aveva posseduto un castello in quel sito e che egli lo stava ricostruendo. Ne derivò una lunga battaglia legale; nel 1310 il duca Eric I di Sassonia-Lauenburg sentenziò a sfavore di Enrico IV, il quale presentò quindi appello, ma l'arbitrato di nobiluomini confinanti non era possibile in quanto erano tutti in condizione di conflitto d'interesse. L'elettorato arcivescovile occupò quindi Marsberg e reclamò anche Medebach e Canstein, ma Enrico IV si oppose strenuamente. Nonostante fosse un membro della Casa d'Assia e quindi lontano parente di Enrico IV, l'arcivescovo Luigi II di Münster pose fine alle diatribe stabilendo che l'occupazione di Marsberg era giustificata e che Colonia era autorizzata a distruggere il castello di Wetterburg. Nel 1325 venne infine raggiunto un compromesso in base al quale l'elettorato di Colonia e la contea di Waldeck avrebbero condiviso la proprietà della rocca.
Per ragioni mai del tutto chiarite, Enrico IV venne preso prigioniero dall'arcivescovo Pietro di Magonza nel 1307. Un atto di re Alberto I di Germania del marzo 1308 riporta che Pietro ed Enrico IV si erano riconciliati e che il conte di Waldeck era quindi stato rilasciato.
Nel 1312 Enrico IV promise al langravio Ottone I d'Assia di supportarlo nella sua disputa con il Ducato di Brunswick-Lüneburg. I duchi di Brunswick-Lüneburg avevano inoltre in corso una faida con l'Elettorato di Magonza, di cui Enrico IV era amtmann dal 1305. Vicino al castello di Schonenberge, proprietà del Brunswick, Enrico IV fece costruire un proprio maniero, per neutralizzarne la potenza. Nel 1313 Enrico IV strinse inoltre un'alleanza con l'arcivescovo Pietro di Magonza contro il Brunswick-Lüneburg.
Nel 1315 Enrico IV ed il conte Guglielmo di Arnsberg si divisero la contea di Rüdenberg, che fino a quel momento avevano amministrato congiuntamente.
In segno di ricompensa per i leali servigi, l'imperatore Ludovico il Bavaro rese Enrico IV patrono della libera città imperiale di Dortmund e supervisore della comunità ebraica della città. Nel 1337 egli venne nominato supervisore degli Ebrei nei vescovati di Münster e Osnabrück. Venne inoltre incaricato di riscuotere le tasse imperiali dagli Ebrei.
Nel 1332 i Signori di Grafschaft gli vendettero la metà delle quote di possesso del castello di Nordenau; successivamente ne acquistò un'ulteriore quota.
Nel 1344 Enrico IV desiderò ritirarsi dal governo attivo per motivi di salute; in accordo con i figli venne stilato un contratto ereditario che stabiliva che in futuro la contea non sarebbe stata divisa e che ci sarebbe potuto essere un solo conte di Waldeck nello stesso momento. Il contratto, però, non venne rispettato a lungo e la contea venne suddivisa in numerose occasioni dopo la morte di Enrico IV.
Enrico IV morì nel 1348 e venne seppellito nella cappella Waldeck nell'abbazia di Marienthal a Netze, attualmente parte della città di Waldeck, dove ancora si può vedere la sua pietra tombale.

## Matrimonio e discendenza
Nel 1304 sposò Adelaide di Cleves (m. dopo 26 luglio 1327, figlia di Teodorico VII, conte di Cleves. Dal matrimonio nacquero i seguenti figli:
- Ottone II (prima del 1307 - 1369), che succedette al padre come conte di Waldeck;
- Teodorico (m. 1355), canoninco a Colonia, Münster e Magonza;
- Enrico V (m. 1347/1349), fu canonico e detenne delle prebende a Colonia e Minden, dove fu anche decano;
- Elisabetta (m. 1385 circa), sposò il conte Giovanni II di Nassau-Hadamar, figlio del conte Emicho I;
- Armgard (m. 1370 circa), sposò il conte Corrado IV di Diepholz;
- Matilde.